# Pulo Sejahtra
Pulo Sejahtra is een bestuurslaag in het regentschap Pidie van de provincie Atjeh, Indonesië. Pulo Sejahtra telt 509 inwoners (volkstelling 2010).